# Anne Geneviève de Bourbon
Anne Geneviève de Bourbon, född 28 augusti 1619, död 5 april 1679, var en politiskt aktiv fransk furstinna och hertiginna av Longueville. Hon gifte sig 1642 med Henri II av Orléans, hertig av Longueville. Hon är känd för sina kärleksaffärer och för sitt deltagande i det franska inbördeskriget Fronden. Hon var dotter till Henrik II av Bourbon och Charlotte de Montmorency och syster till Louis II Condé. 

## Biografi
Anne Geneviève de Bourbon uppfostrades i ett kloster men debuterade i sällskapslivet 1635, då hon gjorde succé i salongen hos Catherine de Vivonne, markisinnan de Rambouillet innan hon blev bortgift 1642. Äktenskapet var olyckligt. Genom sin familj – hennes far var medlem av förmyndarregeringen och hennes bror blev berömd för sin militära talang från 1643 – fick hon en inflytelserik ställning. Hon gjorde maken sällskap till fredsförhandlingarna i Münster 1646. 
Hon presenterade sin älskare François de La Rochefoucauld för sin bror. Hon var den utlösande faktorn bakom den första Fronden 1648 då hon övertalade sin man och yngste bror att ansluta sig till oppositionspartiet. Under Fronden residerade hon i Paris stadshus och förklarade sig som gudmor till alla barn som föddes där. Hon tog initiativ till den andra Fronden 1651 då det första fredsfördraget inte tillfredsställde henne och övertalade Condé och Turenne att ansluta sig till oppositionspartiet. La Rochefoucauld avslutade förhållandet och inledde ett nytt med hertiginnan av Chevreuse då hon eskorterades till Akvitanien av hertigen av Nemours 1653. 
Efter Fronden bodde hon med sin man i Rouen i Normandie, där han var guvernör. Vid makens död 1663 återvände hon till Paris, där hon benådades av kungen. Hon gjorde sig sedan känd för sitt stora intresse för jansenismen, vars anhängare hon gav sitt beskydd.